# 达拉瓦伊帕蒂
达拉瓦伊帕蒂（Dalavaipatti），是印度泰米尔纳德邦Salem县的一个城镇。总人口6256（2001年）。

## 人口
该地2001年总人口6256人，其中男性3264人，女性2992人；0—6岁人口800人，其中男433人，女367人；识字率54.46%，其中男性为63.39%，女性为44.72%。